# Rolo Puente
Rolando Domínguez Pardo (Buenos Aires; 13 de agosto de 1939 - Ib. 5 de mayo de 2011) más conocido como Rolo Puente fue un actor, humorista y cantante argentino.

## Carrera
Inició su carrera como director de fotonovelas en reemplazo de Rodolfo Blasco en la revista Vosotras, que dirigía su madre: Lolita Pardo Bazán. Ella y su esposo, el periodista Demófilo Domínguez, fueron parte del grupo fundador de la Asociación de Cronistas Cinematográficos de la Argentina en el año 1942. En la década del sesenta comenzó como cantante y grabó varios discos para el sello RCA Victor. En 1966 debutó como actor en Una máscara para Ana, de Rubén W. Cavalloti, que alternaba cuadros musicales de Donald. Participó en 24 películas. Iniciado en el cine de terror erótico, tras componer a Raúl Aguilar en Coche cama alojamiento, para la empresa Producciones Canto-Huberman, en 1968 secundó a Juan Carlos Altavista y Nelly Beltrán en Villa cariño está que arde, con dirección y guion de Emilio Vieyra. Un año después, en 1969, compartió cartel con grandes figuras de la escena nacional en Los muchachos de antes no usaban gomina, para Argentina Sono Film. Ese mismo año, acompañó a Sandro y Blanca del Prado en Quiero llenarme de ti, donde el popular cantante estrenó el tema musical que lleva ese mismo nombre. A su vez, formó parte de Hola, Mami, una sección de un programa de Sofovich que, gracias al éxito, se convirtió en un ciclo.
En 1972 fue convocado por Gerardo Sofovich (de quien era íntimo amigo) para integrar el elenco del ciclo de TV Polémica en el bar, transmitido por TeleOnce. El programa, que alcanzó altos picos de índice de audiencia, se mantuvo varias décadas al aire con diversos invitados como los cómicos Fidel Pintos, Alberto Olmedo, Jorge Porcel y Javier Portales. En 1974 fue contrafigura de Susana Giménez y el boxeador Carlos Monzón en el drama fantasioso: La Mary. Encarnando a Aníbal en 1979 y luego de varias incursiones sin éxito en cine, participó de la comedia Las muñecas que hacen pum, nuevamente bajo las órdenes de Sofovich. Trabajó en tres espectáculos revisteriles en el Teatro Maipo y, junto a Darío Vittori, participó en una comedia en el Teatro Tabarís.
También de la mano de Gerardo Sofovich, en los años 1980, actuó como quien iba a afeitarse con Jorge Porcel a La peluquería de Don Mateo. También participó en varias remakes como El hijo de Don Mateo, con Emilio Disi; El nieto de Don Mateo, con Miguel Ángel Rodríguez; La peluquería de los Mateos, con Pablo Granados, Pachu Peña, Florencia de la V, Rene Bertrand y Freddy Villarreal; y La peluquería. 40 años, con Toti Ciliberto, Gino Renni y Rene Bertrand. 
Participó en otros espectáculos, entre ellos Nuestro lunes, juventud (1965), en el Teatro El Nilo, Esos tipos...¡qué tipos! (1972), de Santiago Bal, Tocata y fuga de Bal (1974), con Thelma del Río, The Rocky Horror Show (1975), en el Teatro Pigalle, etc.
Por Canal 13, grabó varios episodios para el programa Alberto y Susana, protagonizado por Susana Giménez y Alberto Olmedo y con guiones de Hugo Moser, Víctor Sueiro y Humberto Ortiz. Ese mismo año secundó a Palito Ortega en "¡Qué linda es mi familia!", estrenada en el cine Ambassador con temas musicales de Las Trillizas de Oro y el auspicio de Chango Producciones y la Sono Film. Desde principios de la década de 1980 fue encasillado en películas cómicas y picarescas, actuando junto a Carlitos Balá y Tristán, con quien protagonizó en 1986 Las minas de Salomón Rey. La trama indicaba que Salomón Rey era un exitoso empresario que mantiene relaciones amorosas con dos mujeres. Ninguna sabe de la existencia de la otra, pero un tapado de visón hará que las cosas se compliquen.
En la ciudad de Mar del Plata filmó con Susana Traverso Camarero nocturno en Mar del Plata (1986), con la participación especial de Guillermo Francella, en la que Puente interpretó a Juan Carlos. En 1990 interpretó Enfermero de día, camarero de noche, de Aníbal Di Salvo, prohibida para menores de 18 años. A mediados de la década de 1990, cuando sus apariciones en cine se volvieron esporádicas, retornó al medio televisivo mediante ATC (Argentina Televisora Color) en El humor es más fuerte, con Mario Sapag y Haydeé Padilla. Durante un año (1998-1999) colaboró en el programa de TV Muñeca brava, por Telefé, que obtuvo dos premios Martín Fierro como Mejor Telenovela del Año y tuvo mucho apoyo de la prensa.
Dirigiéndose a toda clase de público, en 2000 se estrenó Apariencias, donde Puente compuso a Nicosi junto a Adrián Suar, productor de Canal 13. Entre 2002 y 2003 cumplió un papel en Los simuladores, ciclo de misterio y aventura ganador de un premio Martín Fierro de Oro. Ese año volvió a la consagración con La peluquería de los Mateos,  emitido por primera vez en los '60. Allí, Puente era un cliente que venía a afeitarse, e intercalaba conversaciones con Pablo Granados, Pachu Peña, Freddy Villareal o Norma Pons. 
Integró las temporadas de verano marplatenses de Diferente, obra teatral con Florencia de la V y Pamela David en el Teatro Neptuno y en Villa Carlos Paz, continuó con Mi tío es un travieso, en el Candilejas II. En 2005 realizó su última intervención cinematográfica en Sólo un ángel, de Horacio Maldonado. Interpretó a un político corrupto (Gaspar Escobar) en la serie de América TV Doble vida y tuvo, con Andrea Frigerio, una breve participación en Ricos y Mocosos. Además, estuvo entre los 12 seleccionados de Cantando por un sueño, conducido por Marcelo Tinelli, pero quedó eliminado por votación del público en las primeras semanas.
En 2007 incursionó de la segunda versión de la pieza de teatro Pobres... pero casi honradas, que Puente había encabezado en 1979 con diferente elenco. Se estrenó en el Multiteatro con María Rosa Fugazot y Paula Volpe. En aquel teatro, fue actor de reparto en 2008 de Una familia poco normal. En 2009, tras una fuerte discusión familiar, fue internado en terapia intensiva por una cardiopatía severa en el Instituto Sacre Coeur. Ya recuperado, desde fines de 2009 se relacionó desde lo laboral con Carmen Barbieri y Santiago Bal, con quienes presentó en el Teatro Atlas el espectáculo revisteril Fantástica. En 2010, el espectáculo recibió el premio Estrella de Mar a la Mejor Revista, y a fines de febrero tuvo una descompensación, por la cual fue reemplazado por su compañero Matías Alé.

## Muerte
Falleció el 5 de mayo de 2011 a los 71 años en el sanatorio Güemes, donde estaba internado desde principios de abril a causa de las complicaciones derivadas de la obstrucción pulmonar crónica que padecía. Sus restos fueron velados en la casa velatoria O´Higgins del barrio porteño de Belgrano y fueron cremados en el Cementerio Parque Recoleta, de Pilar, para luego ser esparcidos sobre el terreno de juego del estadio de su club, Ferro Carril Oeste.

## Televisión
- 1972-1980: Polémica en el bar
- 1980: La peluquería de don Mateo
- 1980: Alberto y Susana
- 1981: Semana nueve
- 1982: Porcel para todos
- 1990-1991: Detective de señoras
- 1991: Operación Ja-Já
- 1994: El humor es más fuerte
- 2000: En nieto de Don Mateo
- 2002: Los Simuladores. Temporada 1, episodio 13: "Un Trabajo Involuntario". Personaje: Dr. Lempergier
- 2003: La peluquería de los Mateos/La peluquería de don Mateo
- 2005: Doble vida
- 2007: Juanita, la soltera

## Filmografía
- Solo un ángel (2005)
- Apariencias (2000)
- ¿Sabés nadar? (1997)
- No seas cruel (inédita - 1996)
- Enfermero de día, camarero de noche (1990)
- Me sobra un marido (1987)
- Las minas de Salomón Rey (1986)
- Camarero nocturno en Mar del Plata (1986)
- Un loco en acción (1983)
- ¡Qué linda es mi familia! (1980)
- La noche viene movida (1980)
- Las muñecas que hacen ¡pum! (1979)
- Un toque diferente (1977)
- La noche del hurto (1976)
- Contigo y aquí (1974)
- Autocine mon amour (1972)
- Quiero llenarme de ti (1969)
- Los muchachos de antes no usaban gomina (1969)
- Sangre de vírgenes (1968)
- Villa Cariño está que arde (1968)
- Operación San Antonio (1968)
- La bestia desnuda (1967)
- Coche cama, alojamiento (1967)
- Una máscara para Ana (1966)